# Estació de Calaf
Calaf és una estació de ferrocarril propietat d'adif situada al sud de la població de Calaf a la comarca de l'Anoia. L'estació es troba a la línia Barcelona-Manresa-Lleida i hi tenen parada trens de la línia R12 dels serveis regionals de Rodalies de Catalunya, operat per Renfe Operadora.
Aquesta estació de la línia de Manresa o Saragossa va entrar en funcionament l'any 1860 quan va entrar en servei el tram construït per la Companyia del Ferrocarril de Saragossa a Barcelona entre Manresa (1859) i Lleida.
L'any 2016 va registrar l'entrada de 8.000 passatgers.

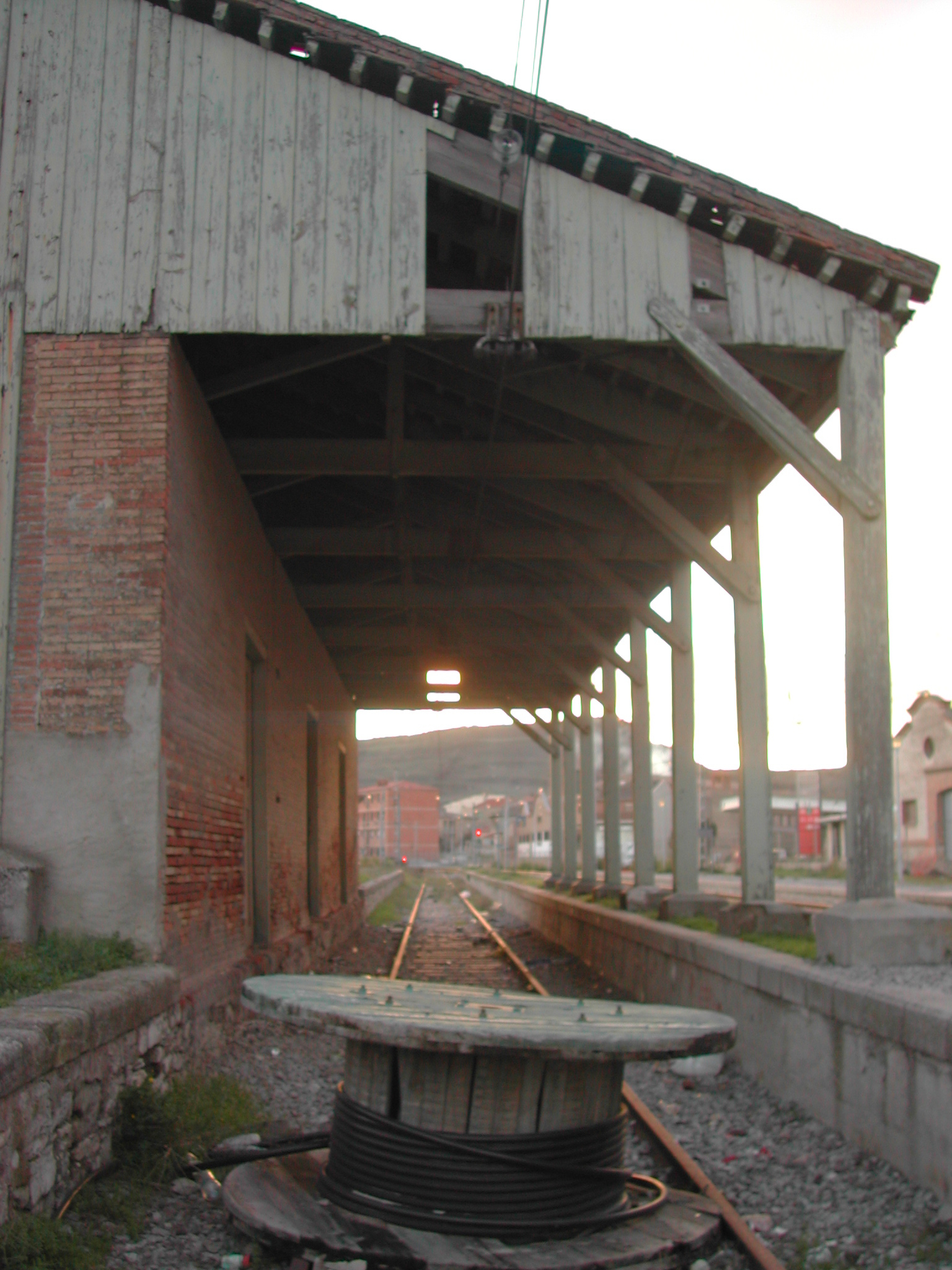
Antic moll de mercaderies

## Serveis ferroviaris
| Rodalia de Lleida      |                        |       |                                 |                           |
| Procedència/Destinació | <                      | Línia | >                               | Procedència/Destinació    |
| Lleida Pirineus        | Sant Martí Sesgueioles |       | Seguers - Sant Pere Sallavinera | Terrassa Estació del Nord |